# Боярка (Подільський район)
Боярка — село Ананьївської міської громади Подільського району Одеської області, Україна. Населення становить 289 осіб.
В селі діє ФАП; надається первинна медична допомога.

## Історія
7 (20) листопада 1917 року, відповідно до Третього Універсалу Української Центральної Ради, увійшло до складу Української Народної Республіки.
Під час організованого радянською владою Голодомору 1932—1933 років померло щонайменше 2 жителі села.
12 червня 2020 року, відповідно до Розпорядження Кабінету Міністрів України від № 724-р «Про визначення адміністративних центрів та затвердження територій територіальних громад Одеської області», увійшло до складу Ананьївської міської територіальної громади.
19 липня 2020 року, в результаті адміністративно-територіальної реформи і ліквідації Ананьївського району, село увійшло до складу новоутвореного Подільського району.

## Населення
Згідно з переписом 1989 року населення села становило 320 осіб, з яких 134 чоловіки та 186 жінок.
За переписом населення 2001 року в селі мешкало 289 осіб.

### Мова
Розподіл населення за рідною мовою за даними перепису 2001 року:
| Мова       | Відсоток |
| ---------- | -------- |
| українська | 92,73 %  |
| молдовська | 6,57 %   |
| російська  | 0,35 %   |